# Aeropuerto de Altay
El Aeropuerto de Altay  (en chino: 阿勒泰机场)  (IATA: AAT, ICAO: ZWAT) es un aeropuerto que sirve a Altay, una ciudad en la región autónoma de Xinjiang al noroeste de la República Popular de China.
El aeropuerto se encuentra una altura de 2.460 pies ( 750 m) sobre el nivel medio del mar . Se ha designado una pista 11/29 que mide 1.750 por 45 metros ( 5.741 pies x 148 pies).

## Estadísticas
Ver fuente y consulta Wikidata.